# Deutsche Dreiband-Meisterschaft 1969/70

Veranstaltungsort: Düsseldorf

Die Deutsche Dreiband-Meisterschaft 1969/70 (DDM) war die 36. Ausgabe dieser Turnierserie und fand vom 11. bis 14. September 1969 in der Rheinterrasse in Düsseldorf, Nordrhein-Westfalen statt.

## Geschichte
Schon als traditionell anzusehen war die Rheinterrasse als Austragungsort in der nordrhein-westfälischen Landeshauptstadt Düsseldorf. Zu beklagen war, trotz aussichtsreicher Kulisse auf den Rhein, die geringen Besucherzahlen zu dieser Meisterschaft. Verantwortlich wurde dafür der Deutsche Billard Bund (DBB) gemacht, die nach Meinung der Spieler diese Spielart des Karambolage nicht ausreichend genug bewarb.
Gesetzte Spieler waren Dieter Häring, als Titelverteidiger, Siegfried Spielmann, Ernst Rudolph, Dieter Müller, Gert Tiedtke und Erich Heinrichs. Die vier Erstplatzierten der Bundesmeisterschaft 1. Klasse August Tiedtke, Rudolf Apelt, Joseph Bücken und Hans-Dietrich Runzel vervollständigten das Teilnehmerfeld von 10 Spielern.
Titelverteidiger Häring spielte zu Beginn enttäuschend, konnte aber sein Spiel verbessern und seinen Berliner Vereinskameraden und Cadre 47/1-Europameister Dieter Müller vom zweiten Tabellenplatz verdrängen. Spielmann, Vorsitzender des ausrichtenden Vereins und aktiver Teilnehmer, wirkte angespannt und nervös. Er hatte zuvor schon an zwei anstrengenden Turnieren teilgenommen und blieb so hinter seinen Möglichkeiten zurück. Auch Rudolph wirkte indisponiert, sogar teilweise lustlos, so dass auch er hinter seiner gewohnten Spielstärke blieb. Müller, dessen Spezialdisziplin das Cadre ist, war relativ neu im Dreiband. Aber auch in dieser Disziplin machte er große Fortschritte und konnte bis zu seiner letzten Partie den zweiten Tabellenplatz verteidigen, als er gegen den späteren Turniersieger August Tiedtke verlor. Sein Bruder Gert, eigentlich im Kunststoß zu Hause, schied schon in der Gruppenqualifikation aus, ebenso wie Heinrichs. Pechvogel des Turniers war Runkehl. Seine Partie gegen Apelt verlief dramatisch. Es ging für ihn entweder um Platz vier oder acht. Runkehl führte mit 57:50. Seine Aufnahme zu den letzten drei Punkten zum Sieg begann er dann mit dem falschen Ball. Der Schiedsrichter setzte ab. Apelt kommt an den Tisch und macht eine Aufnahme in sieben, Runkehl kommt erneut an den Tisch, wirkt nervös und macht einen Fehlstoß. Apelt spielt seine letzten drei Punkte, Runkehl verpasst seinen Nachstoß.
Die Siegerehrung erfolgte durch den Generalsekretär des DBB, Helmut Kleinmann. Die Düsseldorfer Billardfreunde als Ausrichter stellten Sachgaben als Preisersatz bereit, ebenso wie Ehrenpräsident Albert Poensgen weitere Sonderpreise. Für August Tiedtke war es seine 20. Goldmedaille und gleichzeitig auch seine Letzte. Er starb im Juli 1972 im Alter von nur 59 Jahren.

## Modus
Es spielte „Jeder gegen Jeden“ (Round Robin) in zwei Gruppen zu je fünf Spielern auf 60 Punkte mit Nachstoß. Die besten acht spielten dann in der Endrunde zu den gleichen Bedingungen.

## Abschlusstabelle
| MP    | Match Points (Sieger = 2; Unentschieden = 1; Verlierer = 0) |
| Pkte. | Erzielte Karambolagen                                       |
| Aufn. | Benötigte Versuche                                          |
| GD    | Generaldurchschnitt                                         |
| BED   | Bester Einzeldurchschnitt eines Spielers                    |
| HS    | Höchstserie                                                 |
|       | Bester GD des Turniers                                      |
|       | Bester ED des Turniers                                      |
|       | Beste HS des Turniers                                       |
|       | 1. Platz (Gold)                                             |
|       | 2. Platz (Silber)                                           |
|       | 3. Platz (Bronze)                                           |

| Endklassement              | Endklassement                    | Endklassement | Endklassement | Endklassement | Endklassement | Endklassement | Endklassement |
| Platz                      | Name                             | MP            | Pkte          | Aufn.         | GD            | BED           | HS            |
| -------------------------- | -------------------------------- | ------------- | ------------- | ------------- | ------------- | ------------- | ------------- |
| 1                          | August Tiedtke (Berlin)          | 16:0          | 480           | 531           | 0,903         | 1,224         | 7             |
| 2                          | Dieter Häring (Berlin)           | 11:5          | 443           | 662           | 0,669         | 0,895         | 6             |
| 3                          | Dieter Müller (Berlin)           | 10:6          | 430           | 624           | 0,689         | 0,895         | 7             |
| 4                          | Ernst Rudolph (Köln)             | 7:9           | 442           | 616           | 0,717         | 0,983         | 8             |
| 5                          | Siegfried Spielmann (Düsseldorf) | 7:9           | 437           | 623           | 0,701         | 0,937         | 8             |
| 6                          | Rudolf Apelt (Berlin)            | 6:10          | 432           | 609           | 0,709         | 1,000         | 8             |
| 7                          | Joseph Bücken (Aachen)           | 6:10          | 432           | 662           | 0,652         | 0,800         | 6             |
| 8                          | Hans-Dietrich Runkehl (Köln)     | 6:10          | 414           | 665           | 0,622         | 0,937         | 6             |
| 9                          | Gert Tiedtke (Düsseldorf)        | 2:6           | ?             | ?             | 0,698         | 0,705         | 5             |
| 10                         | Erich Heinrichs (Köln)           | 1:7           | ?             | ?             | 0,596         | 0,600         | 7             |
| Turnierdurchschnitt: 0,697 |                                  |               |               |               |               |               |               |